# Halmosfő
Halmosfő (korábban Goricza, szlovénül: Gorica, németül: Goritz) falu Szlovéniában, Muravidéken, Pomurska régióban. Közigazgatásilag Battyándhoz tartozik.

## Fekvése
Muraszombattól 6 km-re északra a Vendvidéki-dombság (Goričko) határán, a síkságon (Ravensko), a Lendva-patak bal partján fekszik. Maga a falu egyutcás és a Battyánd, és Vasnyíres közötti úton fekszik, ahová a Muracsermely-Zoltánháza útvonal kapcsolódik. Szomszédai Battyánd, Vasnyíres, Rónafő, Salamon és Vaslak.
Néhány ház a közeli dombok peremén épült. A falu felső részén található a Celina nevű nagy kiterjedésű rétekkel borított falurész. A nyugati és déli oldalon húzódik a Lendva patak, amelynek folyásai különösen az aszály idején kiszáradnak.
Halmosfő földja az északi oldalon agyagos-homokos, még délen homokos-kavicsos. Ezen a talajon leginkább gyümölcsfák vannak, a házak környékét szőlőlugasok övezik. A déli oldalon található rétek ritkásabbak, itt főleg erdő található, amely főleg lombhullató fáknak ad otthont, amely kiválóan alkalmas vadászatra.

## Története
A falu első írásos említése 1365-ből való "Guricha" néven. Ekkor kapták Széchy Péter fia, Miklós dalmát-horvát bán és testvére, Domonkos erdélyi püspök királyi adományul és cserébe a Borsod vármegyei Éleskőért, Miskolcért és tartozékaikért Felsőlendvát és tartozékait, mint a magban szakadt Omodéfi János birtokát. A település a későbbi századokon át is birtokában maradt ennek családnak. Az 1366-os beiktatás alkalmával részletesebben kerületenként is felsorolják az ide tartozó birtokokat, melyek között a település "Goricha in districtu Sancti Martini" alakban (azaz a szentmártoni kerülethez tartozó Gorica) szerepel. A falu ekkoriban még a zágrábi püspökség egyházi fennhatósága alá tartozott. A felsőlendvai vár uradalmának egyik tartozékát is képezte. 1499-ben "Gorycza"  alakban említik. A 16. század második felében a falu többsége áttért az evangélikus vallásra. 1640-ben a törökök feldúlták a falut és a szlovénokat adózásra késztették. A Széchyek fiági kihalásával 1685-ben a Szapáryak és a Batthyányak birtoka lett. 1698-ban 70 lakosa volt.
Az 1848–49-es forradalom és szabadságharc honvédseregében három honvéd harcolt, akik Halmosfőről származtak: Bezek Péter, Möretz János és Czelák Mátyás.
Vályi András szerint " GORICZA. Horvát falu Vas Vármegyében, földes Urai G. Batthyáni, és G. Szapáry Uraság, lakosai katolikusok, fekszik Martyántznak szomszédságában, mellynek filiája, határja jó termékenységű, tulajdonságai hasonlítanak Csernótz falujáéhoz, első Osztálybéli."
Fényes Elek szerint " Goricza, vindus falu, Vas vmegyében, hegyek közt, a muraszombati uradalomban: 10 kath., 158 evang. lak."
Vas vármegye monográfiája szerint "Halmosfő vend falu, 80 házzal és 374 róm. kath. és ág. ev. lakossal. Postája Battyánd, távírója Muraszombat."
1910-ben 370, túlnyomórészt szlovén lakosa volt. A trianoni békeszerződésig Vas vármegye Muraszombati járásához tartozott. 1919-ben átmenetileg a de facto Mura Köztársaság része lett, majd a Szerb–Horvát–Szlovén Királysághoz csatolták, ami 1929-től Jugoszlávia nevet vette fel. 1941-ben átmeneti időre ismét Magyarországhoz tartozott, 1945 után visszakerült jugoszláv fennhatóság alá. Tűzoltó szerháza 1957-ben épült. 1991 óta a független Szlovénia része. 2002-ben 326 lakosa volt, akik főként a mezőgazdaságban dolgoztak.

## Nevezetességei
A település közepén egy természetes ásványvízforrás található.